# Sun Modular Datacenter

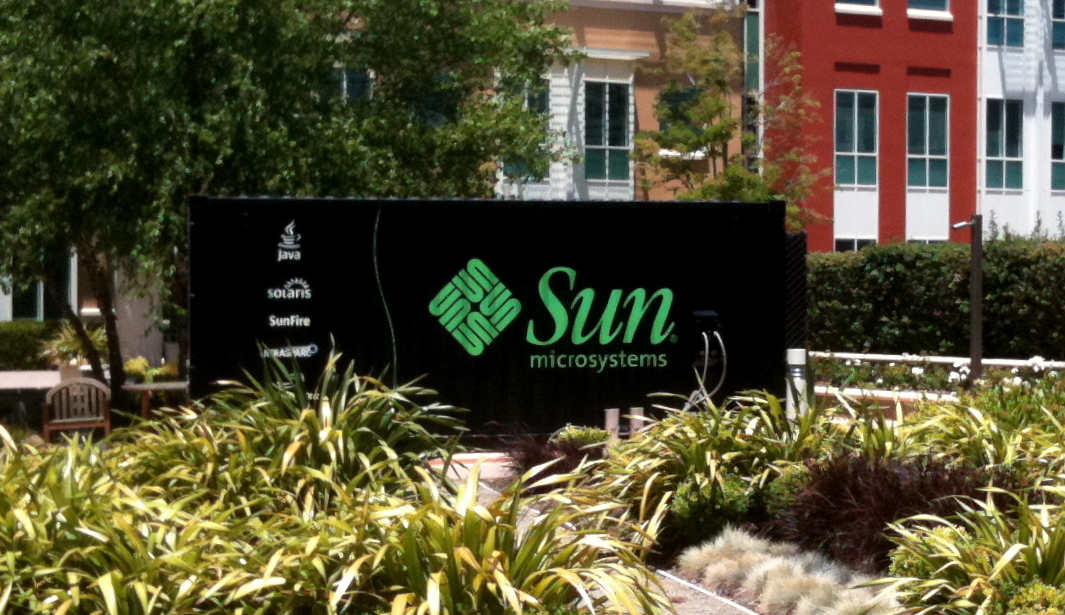
Sun Microsystems Executive Briefing Center に展示されている Sun Modular Datacenter

Sun Modular Datacenter（サン・モジュラー・データセンター、以下Sun MD）は20フィートのISOコンテナにインターネットデータセンター設備を詰め込んだサンマイクロシステムズの製品。コード名はProject Blackbox（プロジェクト・ブラックボックス）。

## 登場の背景
最近、データセンターの需要が爆発的に高まっているが、データセンター施設そのものの建設が追いつかないので、ならばデータセンターを丸ごと用意してしまおうというのが本製品のコンセプトかつ開発動機である。電力供給が安定しない発展途上国に設置したり、軍用や石油採掘現場などの「データセンターを速やかに展開・用が済んだら即撤去したい」という需要に対応できる。
1Uのラックマウントサーバを200台以上（Sun Fire T1000なら250台まで）設置可能で、コンテナ1台あたり200キロワットまでの電力供給が可能と言う。
その名の通り黒いコンテナであるが、筐体そのものはただのコンテナなので塗装次第で何色にもできる。あらかじめ設置場所に必要なのは、コンテナが置ける場所と電気と3本のイーサネットコネクタ（インターネットに接続する場合。その場合は当然バックエンドに回線が必須となる）と水冷用の水。

## 納品事例
第一号製品はSLACへ納品されている。
2007年11月14日にはサン、IIJ、ベリングポイント他12団体が共同でSun MDを地下鉱跡に大量設置する「地底空間トラステッド・エコ・データセンター・プロジェクト」を発足させた。地下100メートルに設置する事で耐震性にすぐれ（安定した岩盤中ならば地下空間は地震に強い）、かつ偵察衛星に発見されにくくなるなどの機密の保持がやりやすくなるメリットがある。当該施設は2010年4月に稼動予定。また専任の合弁会社の設置が予定されている。日本政府も全面バックアップしており、国土交通省、経済産業省、総務省、そして環境省が本プロジェクトにアドバイザリーメンバーとして加わっている。

## 発売開始
そして2008年1月29日（米国時間）に正式製品名「Sun Modular Datacenter S20」を付与、正式提供を開始すると発表した。値段は55万9000ドル（発表時のレートで約6000万円）から。同時に統合支援サービスとして「Sun Modular Datacenter Suite of Services」の提供を行うことをあわせて発表。
日本では2008年10月1日から販売開始。日本版は日本の防火規制に対応するための日本独自仕様が盛り込まれていて、値段は防火設備込みで9865万8000円から。奥行きが大きいラックマウントサーバに対応した「D20」も同時に発売開始。また、統合支援サービスが自社ものの他にも、ビルメンテ会社や日本通運などとの共同でのサービスも用意された。

## Project Blackboxツアー
2007年に1年かけて宣伝目的でアメリカ、欧州、そしてアジア各地を大型トレーラーに引っ張られて旅をした。2007年11月12日から14日にかけて東京プリンスホテルにて日本初お目見えイベントが実施された（一般開放は14日のみ）。